# ハイドゥー・ビハール県
ハイドゥー・ビハール県（Hajdú-Bihar (ハンガリー語: Hajdú-Bihar vármegye, 発音 [ˈhɒjduː ˈbihɒr])）は、ハンガリー東部の県。サボルチ・サトマール・ベレグ県、ボルショド・アバウーイ・ゼンプレーン県、ヤース・ナチクン・ソルノク県、ベーケーシュ県と接する。県都はデブレツェン。県人口はおよそ549,000人。県の面積は6,211平方キロメートル。

## 地理
県は地理的に同一な形態ではない。近隣地方とともにいくつかの形態からなっている。北東部は砂質のニールゼーグ丘陵が県境まで広がる。西部はプスタで、広大な平野である。
ハイドゥー・ビハール県はハンガリー東部を占める。県面積のほとんどは平野で、パンノニア平原の一部をなす。標高の最高地点は、県北部の170.5メートル地点である。県は南へ向かって低くなっていく。最低地点は、85メートルである。
風と河川が数千年かけて土地を形作ってきた。現在のハンガリーは原始の頃、内海の下であった。その後、幾度かの地殻変動を経て、この海からカルパチア山脈の峰峰が隆起した。山からの急流な河川が、ゆっくりと内海を消し去っていった。後に、広大なハンガリー平野は河川の堆積でつくられた。風は年月をかけ岩石を削り、より小さな砂粒レスに変えた。このレスが厚くハイドゥー・ビハールの平野に積もり、肥沃な土壌にしていった。
県内には2つの大型河川、ティサ川とコロシュ川が流れる。ホートバージ地方は最初にできた地である。ティサ川流域は時に洪水に見舞われることがあり、川の排水が管理できるようになってからホートバージは乾燥していき、特別な植生を得た。

## 歴史
ハイドゥー・ビハール県は第二次世界大戦後に成立した。前身は1938年以前の旧ハイドゥー県と旧ビハール県である。

## 交通
5本の主要道が県内を走っており、M3自動車道がデブレツェンとを結ぶ。県内の公共道路網は合計で1,511キロメートルになる。122本の橋が河川と運河に架かる。道路はアールターンドとニーラーブラーニの2町村からルーマニア国境へとつながる。

## 県の概要
国内平均と比較すると、ハイドゥー・ビハール県は市町村が少ない。19の町と62の村がある。都市は1つである。

### 主な市町
- デブレツェン - 県都。約20万人
- ハイドゥーボソルメーニ - 32,228人
- ハイドゥーソボスロー - 23,695人
- バルマジュイヴァーロシュ - 18,615人
- ホルトバージ - 1,500人

## ギャラリー

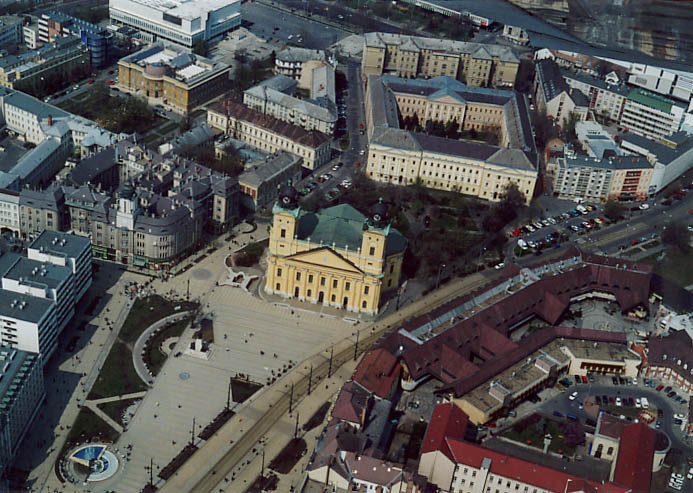
デブレツェン市街
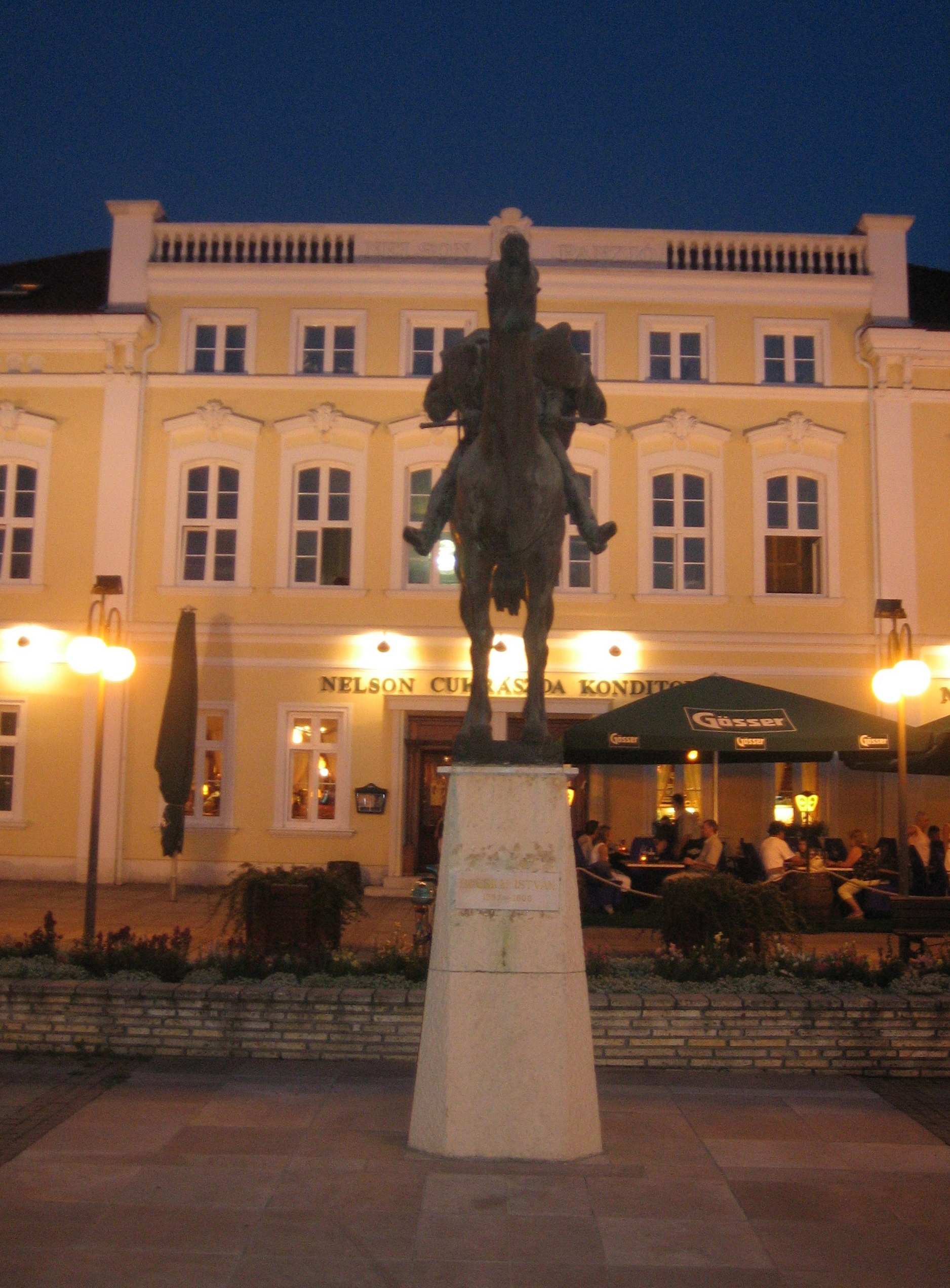
ハイドゥーソボスローのボツカイ・イシュトヴァーン像